# Giuseppina Macrì
Giuseppina Macrì (ur. 3 września 1974) – włoska judoczka. Olimpijka z Aten 2004, gdzie odpadła w I rundzie, w wadze ekstralekkiej.
Trzecia na mistrzostwach świata w 2001, brała udział w turnieju w 1997, 1999 i 2003. Startowała w Pucharze Świata w latach 1996–2004. Srebrna medalistka mistrzostw Europy w 2003 i brązowa w 2001 i 2002. Wicemistrzyni igrzysk śródziemnomorskich w 2001; trzecia w 1997. Wygrała akademickie MŚ w 1998 roku. Medalistka zawodów juniorów.

## Letnie Igrzyska Olimpijskie 2004
| Konkurencja | Eliminacje       | Klas. końcowa |
| Konkurencja | Przeciwnik I     | Miejsce       |
| ----------- | ---------------- | ------------- |
| 48 kg       | Gao Feng (CHN) P | 1 runda.      |